# ピアノ三重奏曲第7番 (ベートーヴェン)
ピアノ三重奏曲第7番（ピアノさんじゅうそうきょくだいななばん）変ロ長調 作品97 は、ルートヴィヒ・ヴァン・ベートーヴェンが1811年に作曲したピアノ三重奏曲。

## 概要
ルドルフ大公に献呈されたため、『大公』と通称されて親しまれている。その通称にふさわしく、優雅さと堂々とした気品がある曲想で、ピアノ三重奏団には必須のレパートリーとなっている。
ルドルフ大公はアマチュア・ピアニストとしては相当の水準にあったといわれ、ヴァイオリンソナタ第10番の初演も行っている。本作もピアノが主役を演じており、作曲者と献呈先との身分を越えた芸術的なつながりが指摘されている。
初演は1814年4月11日にウィーンのホテル「ローマ皇帝」（Zum römischen Kaiser）で行われた。ベートーヴェン自身がピアノを弾き、ヴァイオリンはシュパンツィヒ弦楽四重奏団を率いていたイグナーツ・シュパンツィヒが、チェロはヨーゼフ・リンケが弾いたが、この当時ベートーヴェンは耳がほとんど聞こえなかったために、他の2人の音をかき消すほど乱暴な音で弾き、演奏そのものは決して良くなかったと言われている。これを最後に、ベートーヴェンは公の場での演奏をしなくなったという。

## 構成
全4楽章、演奏時間は約40分。
- 第1楽章 アレグロ・モデラート
変ロ長調、4分の4拍子、ソナタ形式。
曲の開始から堂々としたピアノの主題。"B♭ - D - A - B♭ - F"の優雅な旋律線をピアノの右手がオクターヴ奏法で描く。ヴァイオリンが後に続き、チェロが支える構図。
第2主題はト長調。音階を動機とした落ち着いた移行部。中心はピアノに置かれているが、弦楽器も巧みに和声を補っている。
展開部は変ホ長調。ピアノソナタとは異なり、簡単に済ませている。
終結部はピアノのアルペッジョの上に冒頭の主題を斉奏し華やかに終わる。
- 第2楽章 アレグロ
変ロ長調、4分の3拍子。
明るいスケルツォ。変ロ長調の音階を基にした主題。
- 第3楽章 アンダンテ・カンタービレ
ニ長調、4分の3拍子、変奏曲形式。
緩やかな旋律の楽章。
- 第4楽章 アレグロ・モデラート - プレスト
変ロ長調、4分の2拍子 - 8分の6拍子、ロンド形式。
3連符を効果的に取り入れた快活な楽章。変ロ長調であるが、主題は変ホ長調で始まる。